# Quehui
Quehui es una isla del sur de Chile localizada en el archipiélago de Chiloé, Región de Los Lagos. Posee una superficie de 27,6 km² y una población, al 2017, de 699 habitantes. Junto con la isla Chelín, integra la comuna de Castro.

## Descripción
La isla tiene un área de 27,6 km² y una longitud aproximada este-oeste de 9,6 km. Tiene forma de pinzas de cangrejo, separadas por el estero Pinto. Se encuentra en Chiloé central, rodeada de diversas islas: al oeste y este tiene las islas Lemuy y Chaulinec, respectivamente; al noroeste isla Chelín; y al noreste isla Quinchao. También tiene a corta distancia —por el lado oriental— la pequeña isla Imelev. 
Según el censo de 2017, cuenta con 699 habitantes. La principal localidad es el caserío de Los Ángeles, con 91 personas. Otros sectores de la isla son: Peldehue, San Miguel y Camahue. La economía de la isla está basada fundamentalmente en la agricultura de subsistencia, y en menor medida la recolección de algas y pesca artesanal. También existen servicios turísticos, potenciados por fiestas costumbristas en periodo estival.
La isla cuenta con una posta rural y tres escuelas básicas (en Los Ángeles, San Miguel y Peldehue). También tiene tres iglesias católicas (en Los Ángeles, San Miguel y Peldehue), representantes de la escuela chilota de arquitectura religiosa.

## Conectividad
Existen tres servicios subsidiados de lancha de pasajeros. El primero realiza el recorrido Quehui → Castro, ida y regreso, una vez al día, de lunes a domingo. El segundo servicio realiza el viaje Quehui → Chelín → Castro (ida y regreso) también una vez al día, de lunes a domingo.
También hay un tercer servicio que llega hasta Castro, con una parada intermedia en isla Chelín, pero solo tiene dos salidas a la semana.